# Stockholm-klass
Stockholm-klass, tidigare även kallad Ytattack 81 och Spica III, är en fartygsklass av korvetter tillhörande 3. sjöstridsflottiljen i svenska marinen. Klassen består av fartygen HMS Stockholm (K11) och HMS Malmö (K12) som levererades av Karlskronavarvet år 1985. Fartygens huvuduppgifter är ytattack, incidentberedskap, ubåtsjakt, eskortering och minläggning. År 2009 användes de även i en internationell insats under ledning av EU för att bekämpa pirater i Adenviken. Efter en modifiering år 2002 är målsättningen att fartygen skall vara operationella till år 2015.

## Bakgrund och tillkomst
Stockholm-klassen beställdes i samband med att torpedbåtarna av Norrköping-klass ombestyckades med Robot 15 och därmed bytte benämning robotbåt. Den inofficiella benämningen "Spica III" syftar på Stockholm-klassens tekniska släktskap med Norrköping-klassen ("Spica II") och Spica-klassen. Fartygen byggdes även för att kunna ersätta jagarna i Halland-klassen som ledningsfartyg. Då främmande undervattensverksamhet blivit mer omfattande utrustades de även med sonarutrustning och antiubåtsvapen. Dessa utökade resurser gjorde att klassen fick benämningen kustkorvett, vilket 1998 ändrades till korvett.
Fartygen i klassen byggdes 1984–1985 på Karlskronavarvet. HMS Stockholm sjösattes den 22 augusti 1984 och levererades den 1 mars 1985. Den 21 mars 1985 sjösattes HMS Malmö och levererades den 8 november samma år. Fartygen blev efter leverans ledningsfartyg för ytstridsflottiljerna.

## Utformning

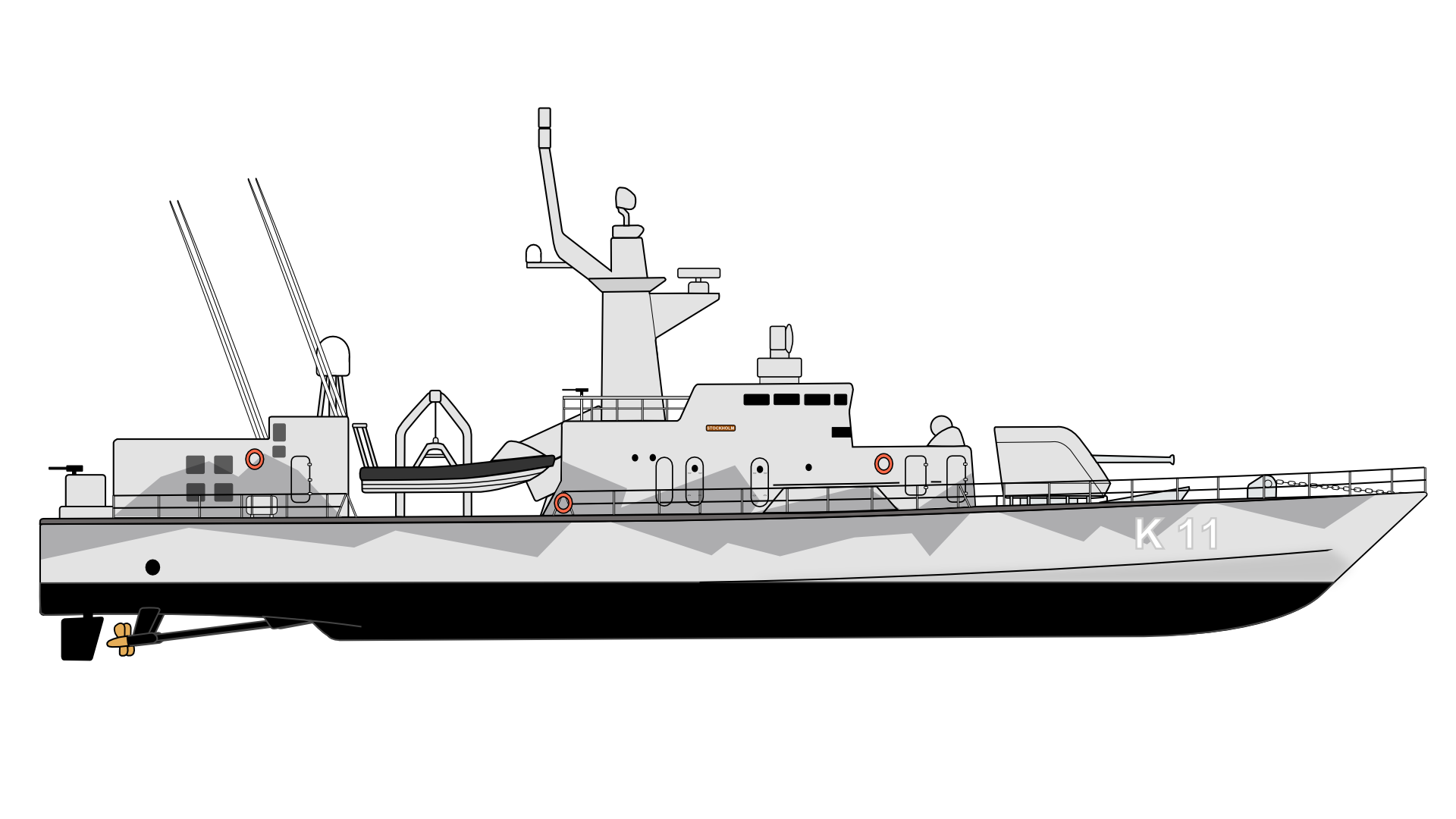
Ritning av i 2009 års utseende.

Fartygen är byggda med ett skrov av stål och överbyggnader och master i lättmetall. Den aktra överbyggnaden och överbyggnaden för om kommandobryggan fanns inte från början utan tillkom vid halvtidsmodifieringen år 2002 då man även byggde om masten för att minska radarsignaturen. Vidare byttes kamouflagemålningen ut från mörk, liknande HMS Furusund, till den nuvarande grå färgen.
År 2009 genomgick fartygen en modifiering för att anpassas för uppdraget med förbandet ME01 i Adenviken. Bland annat utustades fartygen med en ny räddningsbåt upphängd i en nymonterad dävert, samt nytt sambandsmateriel. För att klara av att operera i sådant olikt klimat mot vad de ursprungligen var avsedda för installerades även ett förbättrat ventilationssystem. Modifieringen sköttes av Försvarets materielverk i samarbete med Karlskronavarvet.

## Bestyckning

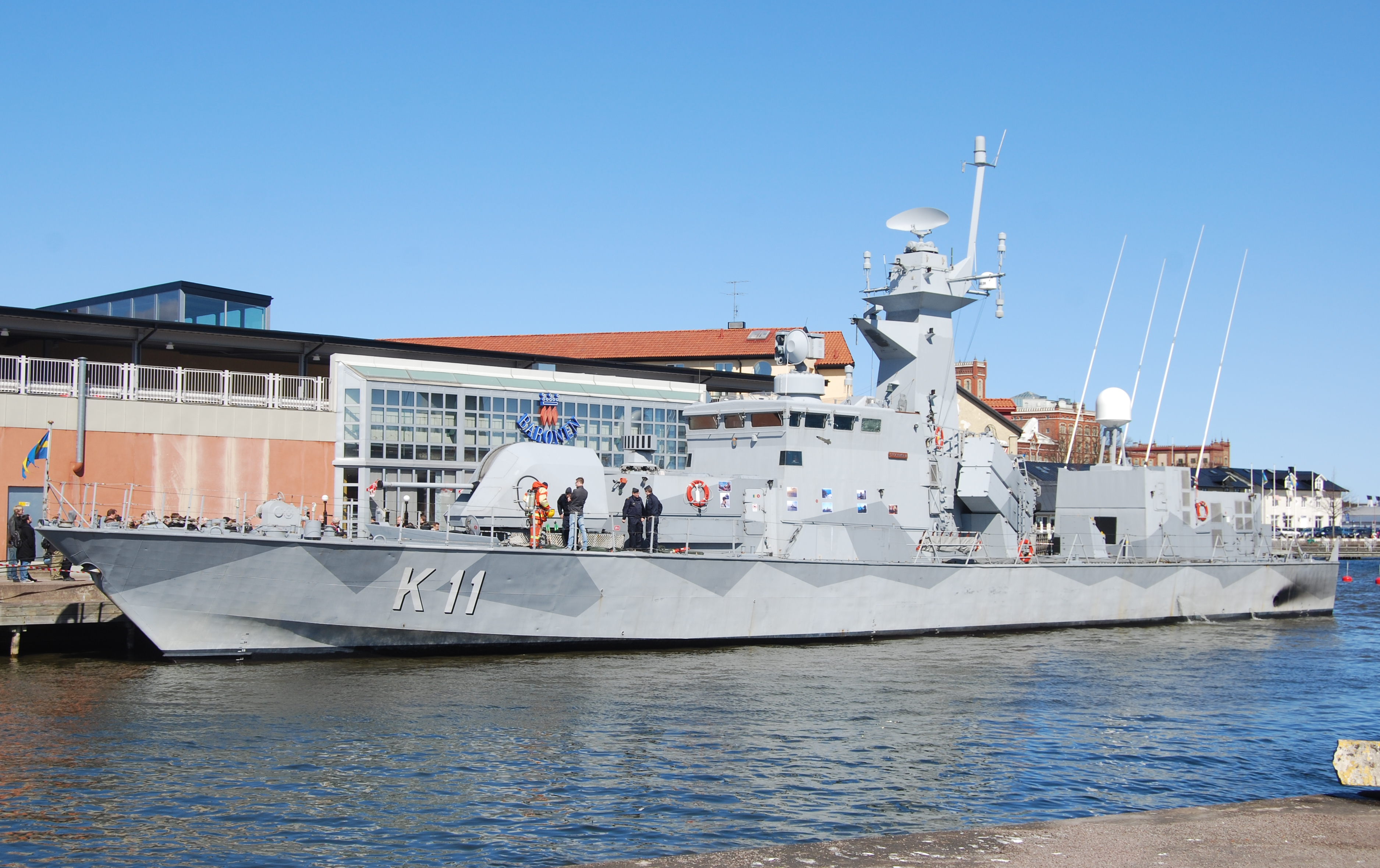
Stockholm i Kalmar, april 2010.

Till en början var fartygen bestyckade med två artilleripjäser, en 57 mm allmålskanon 7130 i fören och en 40 mm allmålskanon m/48 i aktern. Den övriga huvudbestyckningen var varierbar. I fören fanns 4×9 ELMA antiubåtsgranatkastare och en avfyrningsanordning för 53,3 cm torpeder på vardera sida. Akter om överbyggnaden kunde man medföra antingen fyra torpedtuber för 53,3 cm eller 40 cm torpeder, åtta Robot 15, eller en kombination av dessa. För minutläggning kunde 68 minor medföras ombord. På fartygen fanns även två Kulspruta 58 monterade. Fartygen utrustades även med en släphydrofon (Thomson) vilket gjorde dem väl lämpade för ubåtsjakt. År 1992 installerades även en skrovfast hydrofon.
Huvuddelen av elektroniken ombord nyutvecklades inte utan delar togs från det som var modernast för tillfället i andra fartygstyper. Stridsledningssystemet var MARIL (från Norrköping-klassen) med möjlighet att skicka och ta emot måldata från andra fartyg, flyg och land. Eldledningen ARTE 726 (från Hugin-klassen) hade sensorer för radar, synligt ljus och infrarött. Spaningsradar Ericsson Giraffe (från Norrköping-klassen). Dessutom fanns signalspaningsutrustning och motmedel mot sjömålsrobotar. Fartygen hade även från start utrustning för att motverka sin påverkan på jordens magnetfält, och därmed undgå magnetiska minor. 
Under halvtidsmodifieringen år 2002 togs den aktra kanonen och de tunga torpederna bort och istället byggdes i aktern en överbyggnad för förvaring av släphydrofonen. Detta minskade däcksutrymmet i aktern och minskade därmed minkapaciteten. Under modifieringen installerades även ett nytt ledningssystem och huvudmaskineriet byttes ut.

## Patrullfartyg
Den 17 december 2015 skrev Försvarets materielverk (FMV) kontrakt med SAAB om årlig översyn och modifiering av korvetterna HMS Stockholm och HMS Malmö. Efter modifieringen kommer fartygen att klassificeras som örlogsfartyg i första hand avsedda för sjöövervakning. Enligt en annan källa så kommer fartygen att klassificeras som "patrullfartyg typ Stockholm". De kommer att ha det mesta av bestyckningen och utrustningen kvar, men kommer bara att vara bemannade för sjöövervaknings- och bevakningsuppgiften. Besättningens storlek blir 26 man. På sikt så kommer det att finnas två besättningar till varje fartyg i ett försök att maximera fartygens utnyttjande i sjöövervakningen. Bägge fartygen kommer att vara stationerade i Karlskrona men kommer att operera utefter hela den svenska kusten.